# 山内一安
山内 一安（やまうち　かつやす、寛永13年10月1日（1636年10月29日） - 万治3年6月4日（1660年7月11日））は、江戸幕府旗本。麻布山内家初代。土佐藩主山内忠義の四男。母は忠義側室の融性院。幼名は松之助、通称は猪右衛門。官位は従五位下、遠江守（1651年叙任）。
徳川家綱の小姓となり、明暦2年（1656年）3000俵を賜り詰衆となる。屋敷のあった麻布にちなみ麻布山内家と呼ばれた。万治3年（1660年）に25歳で没し、弟の山内之豊（忠義の五男）が家督を継いだ。戒名は義徳院仁忠智寛居士。